# 京繡
京繡，指的是流行於中國北京的刺繡，原來是明清兩代為皇室、官員等服務。辛亥革命後流落民間。是「燕京八絕」之一，也为中国十大名绣之一。2009年被列為北京市非物質文化遺產。因為用料名貴成本極高、市場需要、後繼乏人等問題有失傳危險。